# Zagórz
Zagórz – miasto w województwie podkarpackim, w powiecie sanockim, siedziba gminy miejsko-wiejskiej Zagórz. Położony w pobliżu ujścia Osławy do Sanu, na Pogórzu Bukowskim. Leży w dawnej ziemi sanockiej.
W latach 1975–1998 miasto administracyjnie należało do woj. krośnieńskiego. W latach 1972–1977 Zagórz był w granicach administracyjnych miasta Sanoka jako dzielnica.
Według danych GUS z 1 stycznia 2024 r. miasto liczyło 4913 mieszkańców, będąc 32. najludniejszym miastem w województwie.

## Historia
Wieś założona w XIV wieku, w roku 1343 była tu już kaplica filialna parafii w Porażu. Pierwsze wzmianki odnotowują osadę o nazwie Sagorsze, Sogorsch do roku 1505 in districto sanociensis. W 1412 roku Zagórz należał do Mikołaja z Tarnawy. W 1490 Zagórz na krótko stał się własnością Piotra Kmity z Wiśnicza starosty spiskiego, potem znów powrócił do Tarnawskich i pozostał w ich rękach do początku XVII wieku. Ostatnim właścicielem Zagórza z rodu Tarnawskich był chorąży sanocki – Stanisław.

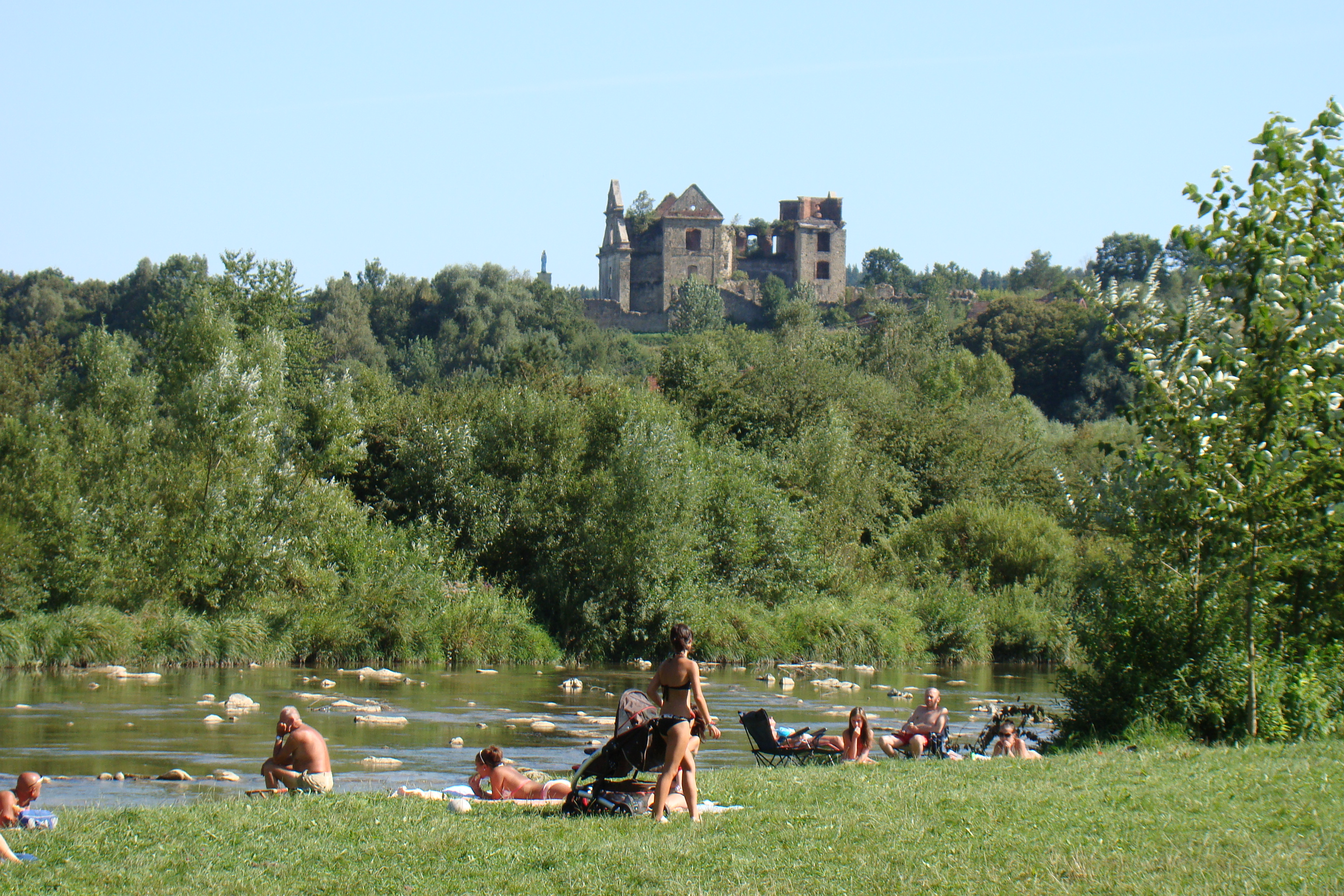
Osława w Zagórzu, w tle ruiny klasztoru karmelitów

Na początku XVII wieku Zagórz znalazł się w posiadaniu Stadnickich. W roku 1710 hr. Jan Adam Stadnicki wojewoda wołyński, zbudował obronny klasztor-twierdzę oo. Karmelitów, od 1713 również jako klasztor szpital dla inwalidów wojennych.
W połowie XIX wieku właścicielami posiadłości tabularnej Zagórz byli Wincenty i Magdalena Rylscy. W 1905 Stanisław Łobaczewski posiadał we wsi obszar 531,7 ha. W 1911 właścicielem tabularnym był Zygmunt Łobaczewski i wspólnicy, posiadający 525 ha.
W polskiej literaturze XIX wieku Zagórz oraz klasztor zasłynęły dzięki Zygmuntowi Kaczkowskiemu, który w swoim cyklu powieści pt. Ostatni z Nieczujów opisał znajdujący się w nim legendarny grób Nieczui.

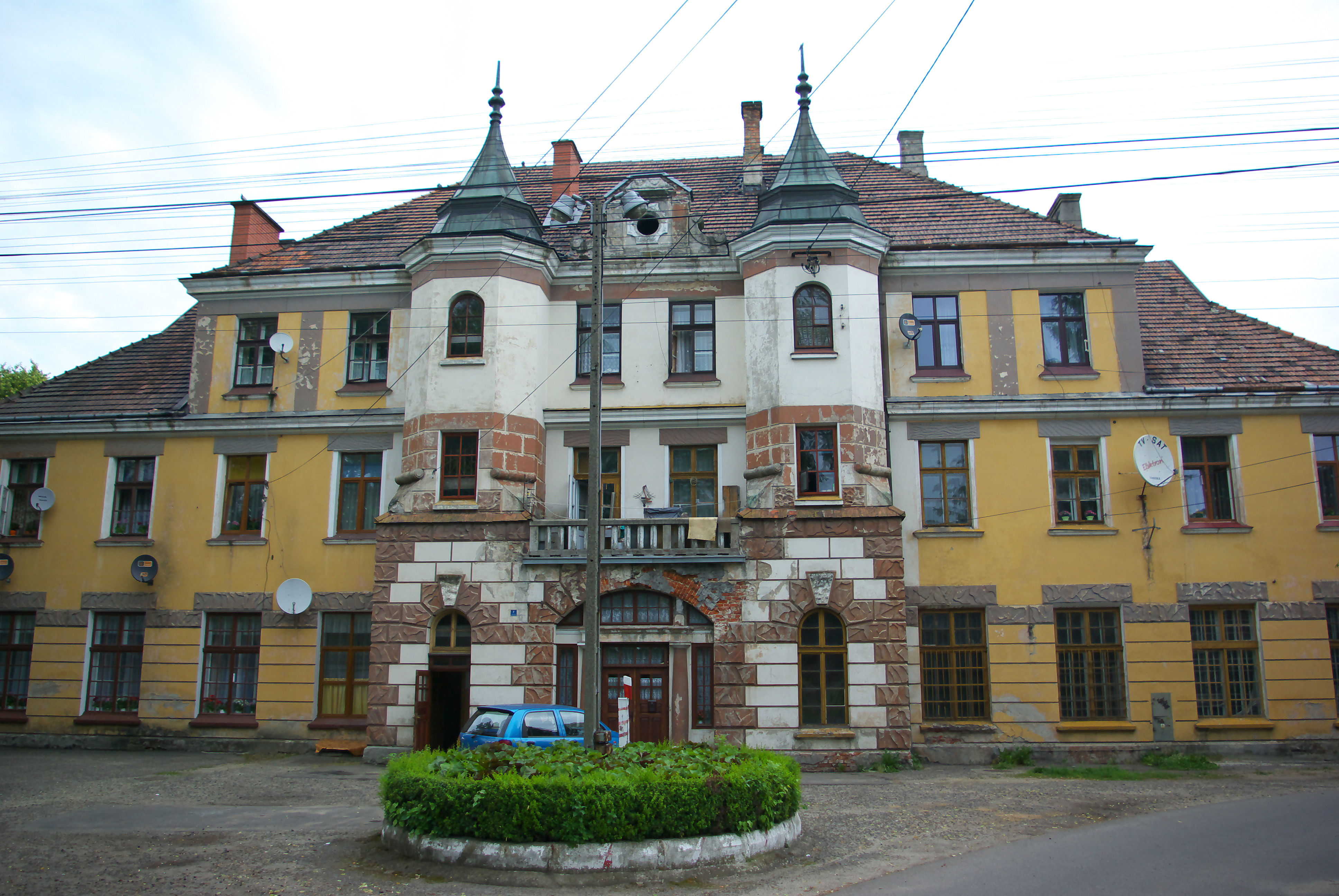
Nowy Zagórz dworzec kolejowy

Ogromną szansą na gospodarcze ożywienie Zagórza stało się wybudowanie w 1872 r. linii kolejowej Pierwszej Węgiersko-Galicyjskiej Kolei Żelaznej, łączącej Zagórz z przebiegającą z Krakowa do Lwowa przez Przemyśl koleją Karola Ludwika. Dwa lata później otworzenie tunelu w Łupkowie stworzyło połączenie z Przemyśla – przez Zagórz – do Budapesztu. W 1884 r. oddano do użytku Galicyjską Kolej Transwersalną z odcinkiem z miejscowości Stróże (obecne woj. małopolskie) do Nowego Zagórza. W związku z rozbudową kolei w Zagórzu wyrosło osiedle kolejarskie. Wówczas Zagórz był węzłem kolejowym o dużym znaczeniu, przy jego obsłudze pracowało ok. 3000 kolejarzy.
Z inicjatywy dra Józefa Galanta powstało Towarzystwo Gimnastyczne „Sokół” (jako jedna z pierwszych sekcji w Galicji), a w 1911 r. pierwszy zastęp harcerski.
W okresie walk polsko-ukraińskich w roku 1918 w Zagórzu zorganizował się Komitet Obrońców Węzła Zagórskiego, składający się z kolejarzy oraz członków Sokoła. W tym też okresie zagórscy kolejarze we własnym zakresie zbudowali dwa pociągi pancerne: „Gromobój” i „Kozak” które utrzymywały „porządek” na odcinku linii kolejowej Zagórz – Szczawne – Komańcza – Łupków.

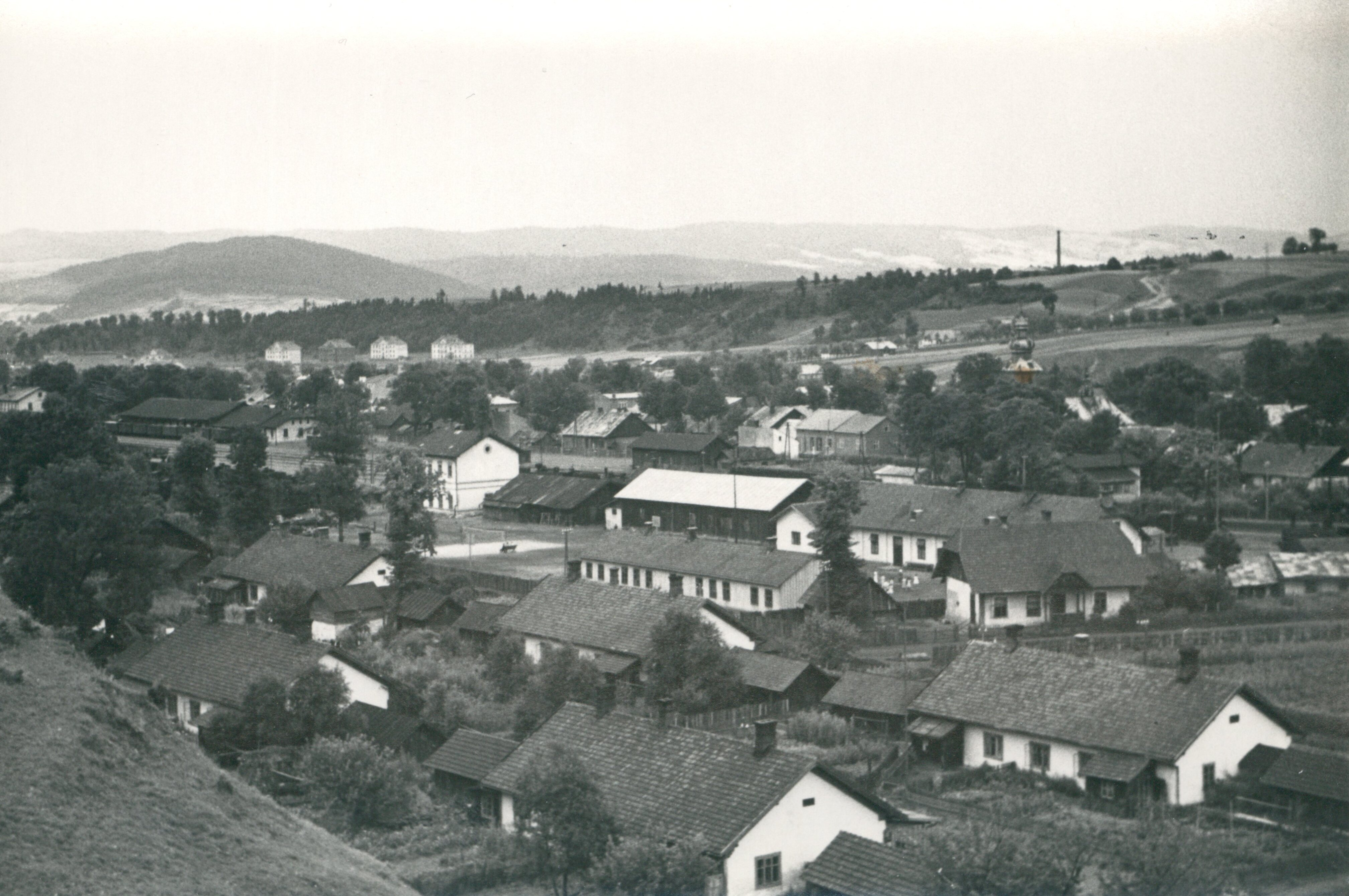
Panorama Zagórza, przed 1936
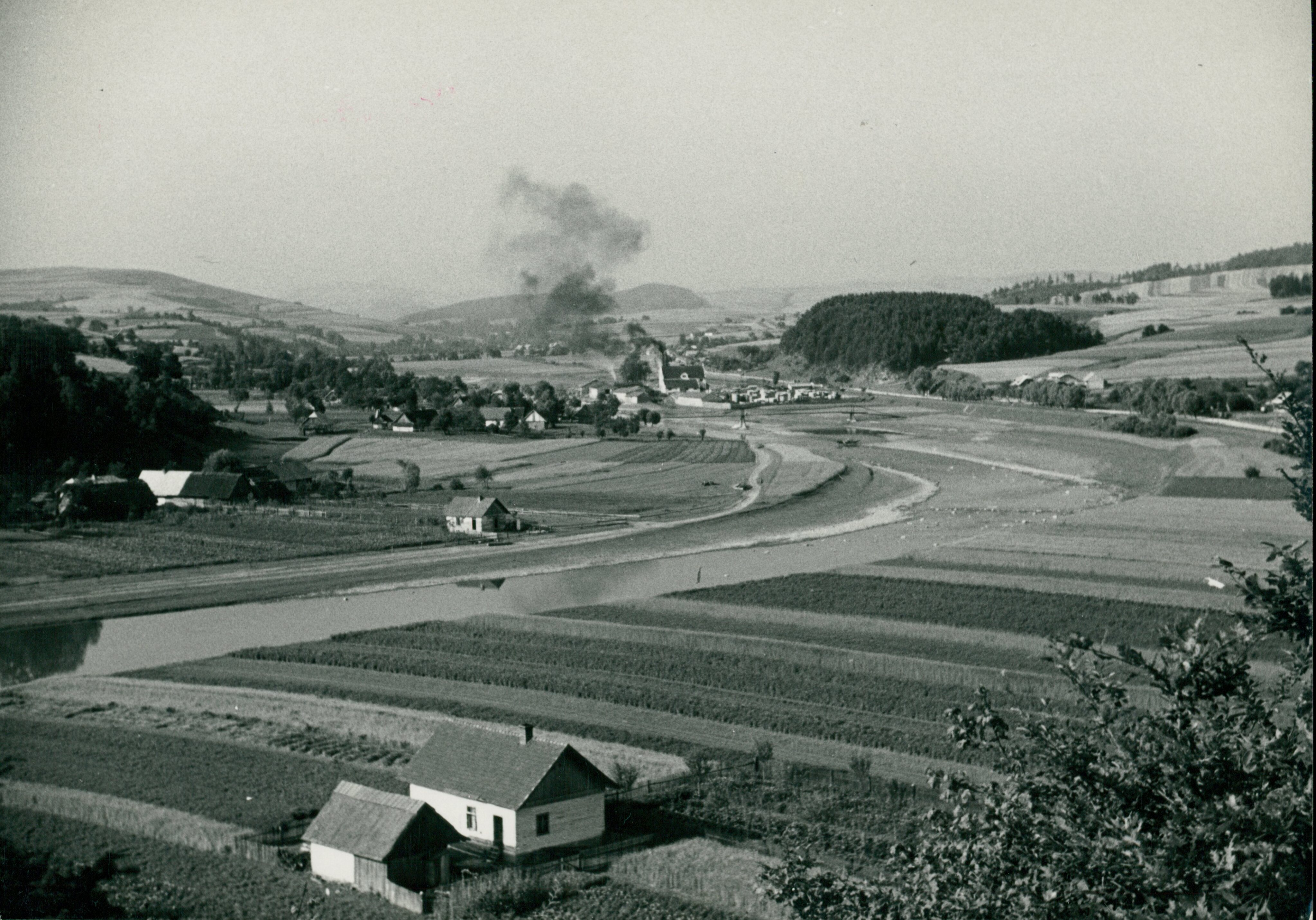
Panorama Wielopola, przed 1936
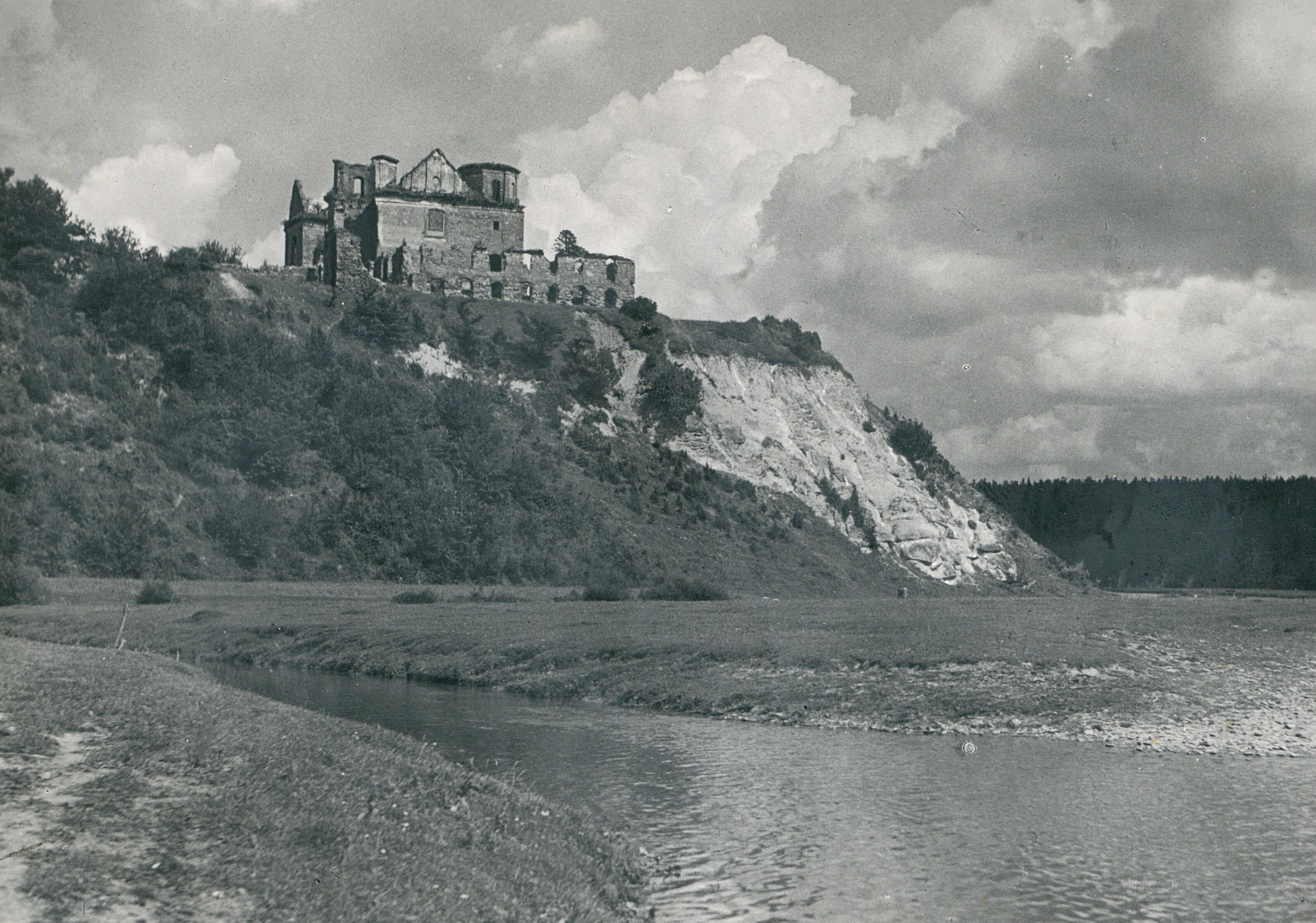
Osława i ruiny klasztoru, 1939
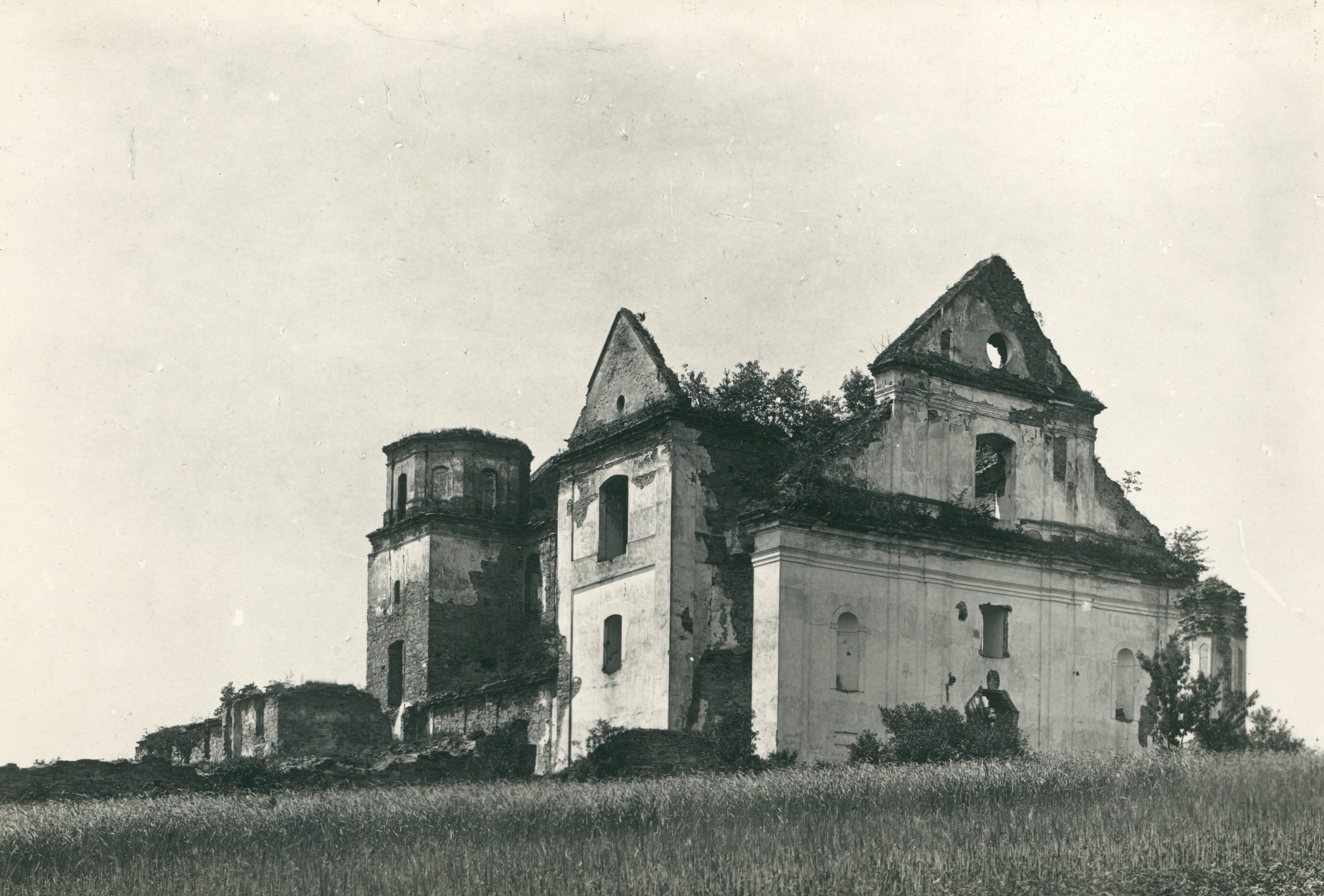
Ruiny klasztoru, około 1905

1 września 1939 – powstał w Zagórzu Ochotniczy Pluton Samoobrony w celu ochrony linii kolejowej, którego członkowie wspierali m.in. ewakuację ludności. Walki obronne z nacierającymi wojskami hitlerowskimi toczyła 3 Brygada Górska dowodzona przez płk. Jana Kotowicza wchodząca w skład grupy operacyjnej gen. bryg. Kazimierza Łukoskiego.
Wiosną 1941 roku stacjonujący w Zagórzu żołnierze słowaccy wykuli w skałach w wąwozie przy linii kolejowej prowadzącej do Łupkowa wielki herb Słowacji. Pomimo nietrwałego podłoża (piaskowiec) wciąż widoczne są jego pozostałości.
W Zagórzu działała w czasie wojny Placówka Zagórz nr X. OP-23, AK, którą dowodził Alojzy Bełza ps. „Alik” od V 1943 do I 1944, prowadząc działalność dywersyjną i sabotażową. W konspirację zaangażowani była – Olga Sulimirska, właścicielka dworu w Zasławiu (gdzie był obóz pracy przymusowej dla Żydów; około 10 000 z nich hitlerowcy wymordowali w pobliskim lesie – jest tam tablica pamiątkowa) i rodziny Krasickich i Gubrynowiczów a ich zameczek, przy drodze do Poraża, był ważnym ogniwem akowskiej konspiracji w Obwodzie Sanok. Proboszcz – ks. Władysław Wójcik – za pomoc udzielaną dla AK i uciekinierom został aresztowany i wywieziony do Oświęcimia. Od stycznia 1944 r. placówką tut. AK dowodził ppor. Stanisław Żebrowski „Zebra”. 
13 września 1944 r. wieś została opanowana przez oddziały radzieckie wchodzące w skład 30 i 107 korpusu armijnego 1 armii gwardii.
Kwatera zmarłych żołnierzy Armii Czerwonej w miejscowym szpitalu polowym (budynek dworca PKP Nowy Zagórz) znajduje się nieopodal przy szosie głównej.
W latach 1945–1947 Zagórz, ze względu na silny posterunek MO i stacjonujące przy stacji kolejowej oddziały wojskowe, był schronieniem dla wielu mieszkańców okolicznych wiosek przed atakami nacjonalistów ukraińskich z OUN-UPA. Na miejscowym cmentarzu parafialnym utworzono kwaterę wojskową, w której pochowano 110 żołnierzy Wojska Polskiego poległych w walkach z UPA w powiecie sanockim.
W 1972 Zagórz wraz z kilkoma sąsiednimi miejscowościami (które dziś stanowią jego osiedla) przyłączono do Sanoka. 1 lutego 1977 Zagórz uzyskał status miasta.

## Osiedla administracyjne miasta

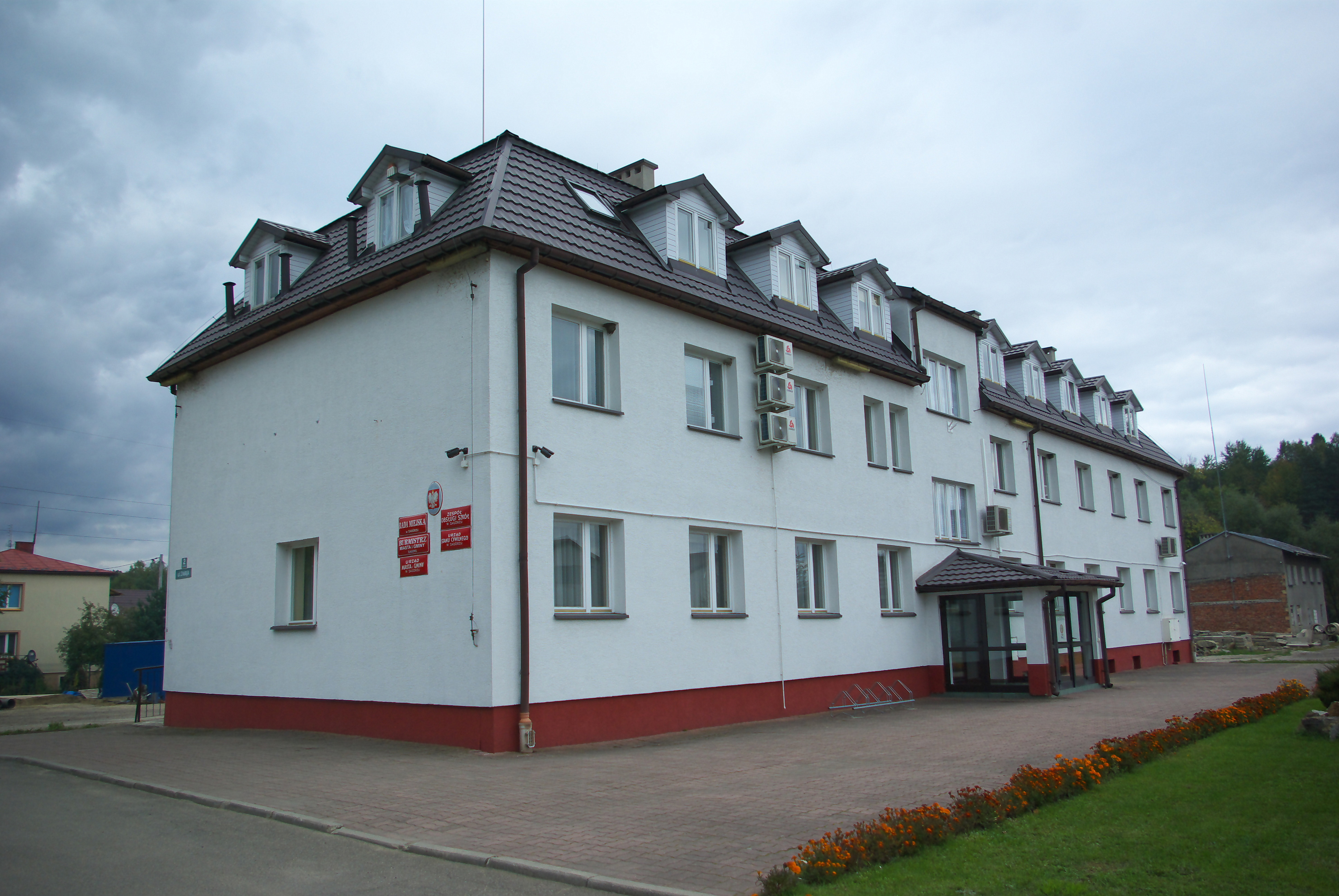
Budynek Urzędu Miasta Zagórza

W mieście jest 11 osiedli, będących jednostkami pomocniczymi gminy:
- Dolina
- Leska Góra
- Nowy Zagórz
- ODJ (Osiedle domków jednorodzinnych)
- Pod Klasztorem
- Skowronówka
- Stary Zagórz
- Wielopole
- Zasław Bloki
- Zasław za Torami
- Żabnik

## Religia i obiekty sakralne
Świątynie i parafie
- Klasztor Karmelitów Bosych

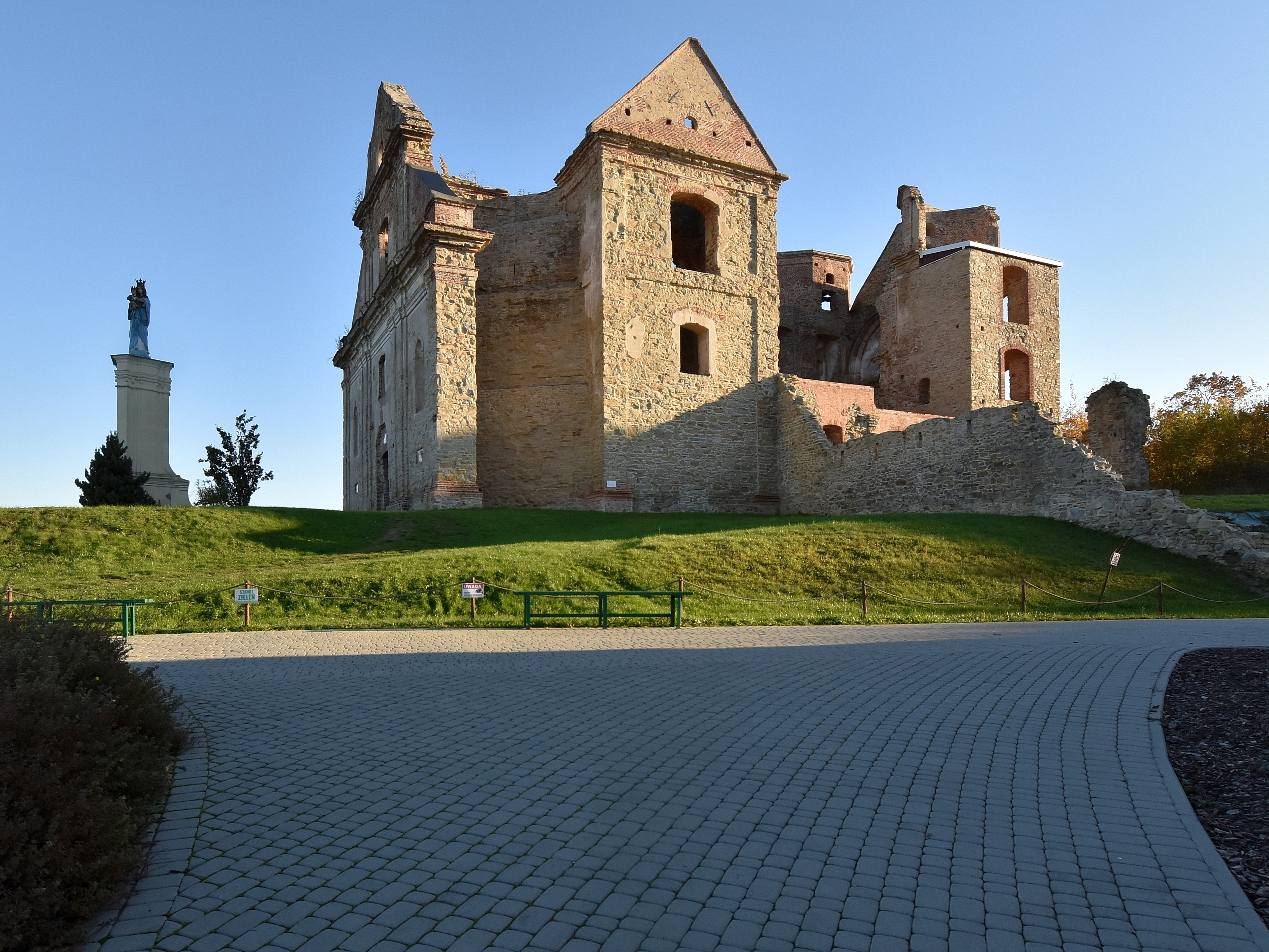
Ruiny zespołu klasztornego Karmelitów Bosych

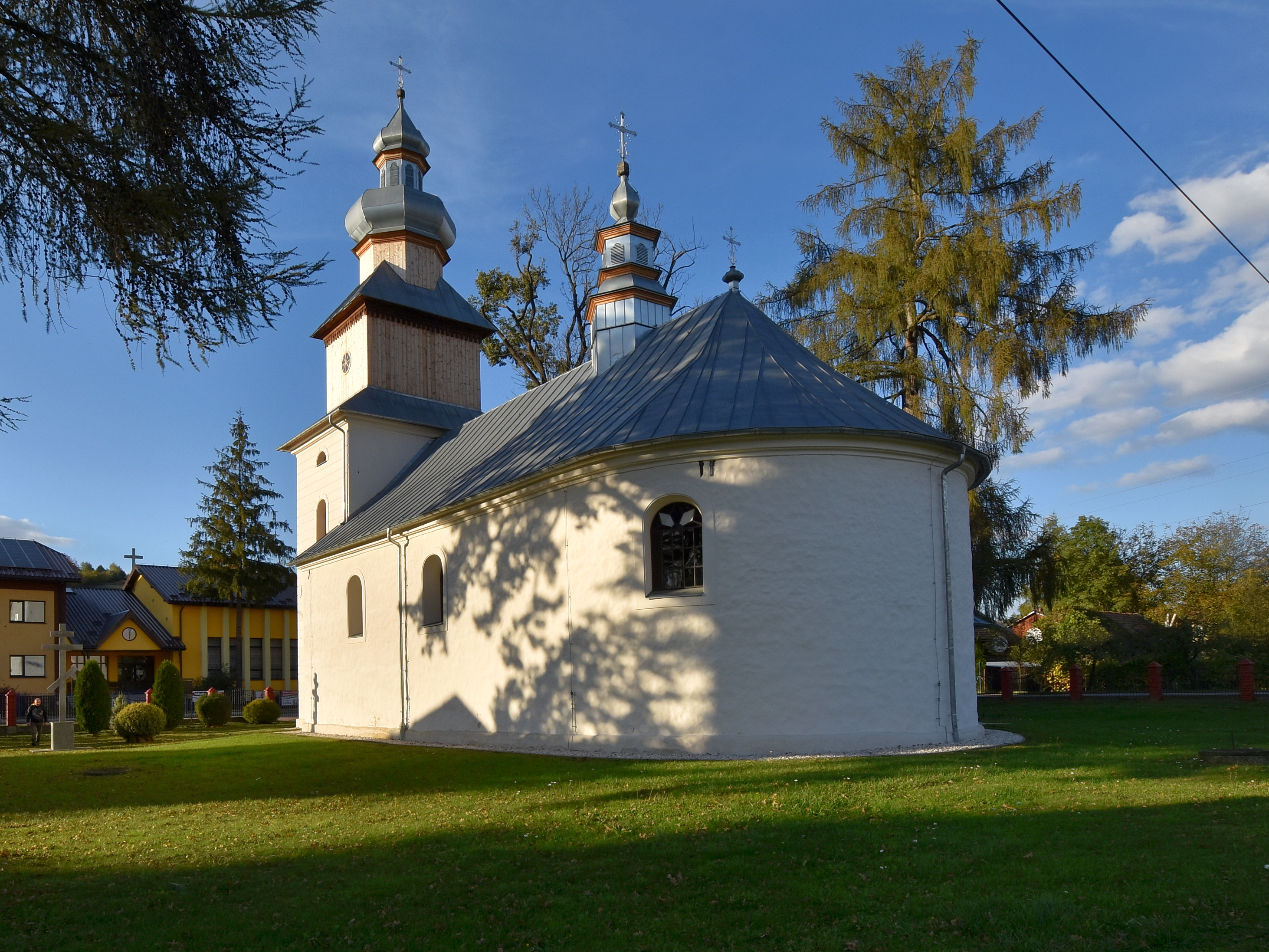
Cerkiew prawosławna św. Michała Archanioła

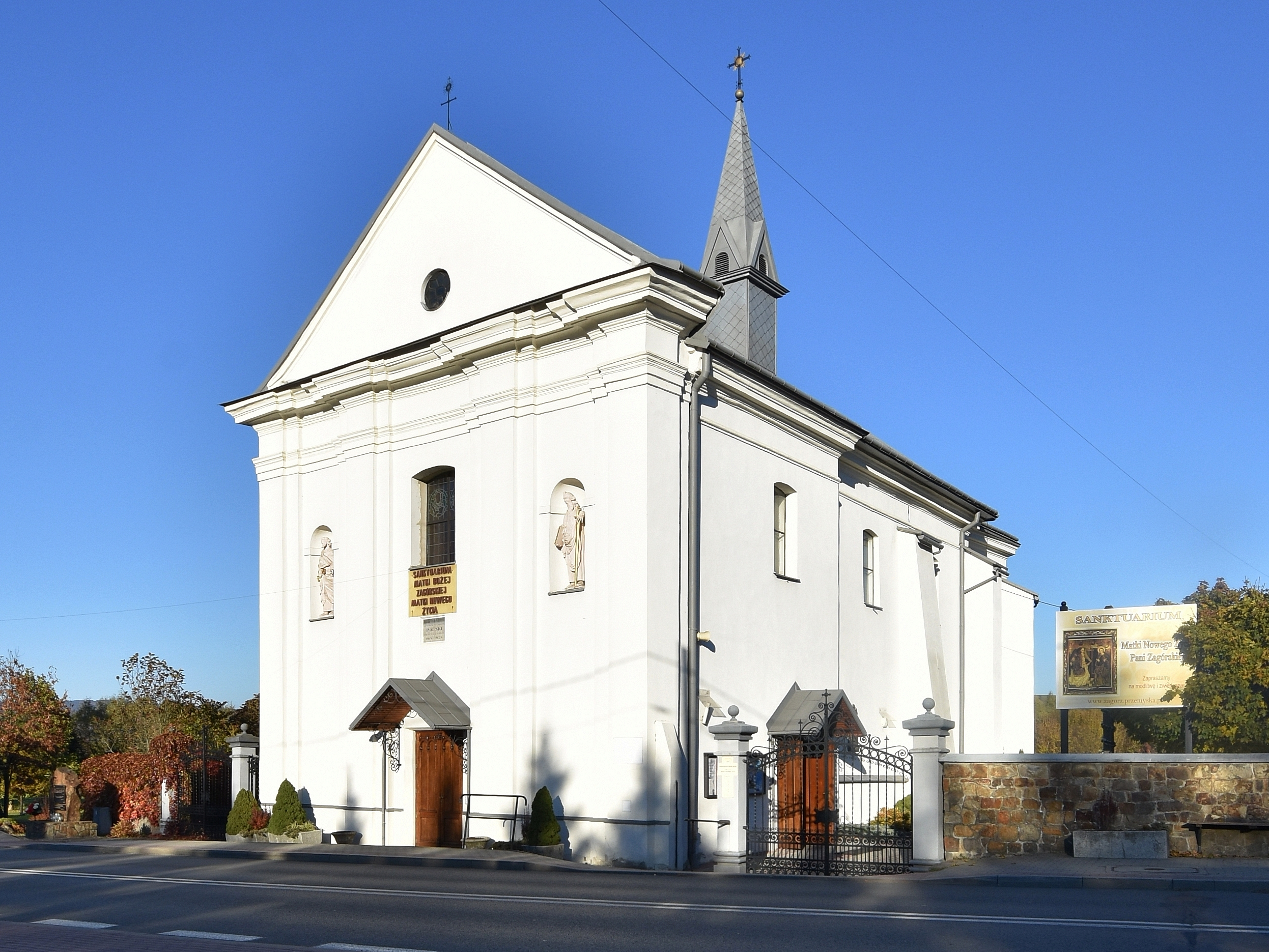
Kościół Wniebowzięcia Najświętszej Maryi Panny

- Cerkiew prawosławna pw. św. Michała Archanioła w Starym Zagórzu i parafia prawosławna św. Michała Archanioła w Zagórzu
- Cerkiew św. Archanioła Michała w Wielopolu i parafia greckokatolicka pw. św. Archanioła Michała w Wielopolu
- Kościół Wniebowzięcia Najświętszej Maryi Panny i parafia Wniebowzięcia NMP w Zagórzu
- Kościół Świętego Józefa Rzemieślnika w Nowym Zagórzu i parafia św. Józefa Rzemieślnika w Nowym Zagórzu
- Kaplica filialna rzymskokatolicka pw. Miłosierdzia Bożego w Zasławiu

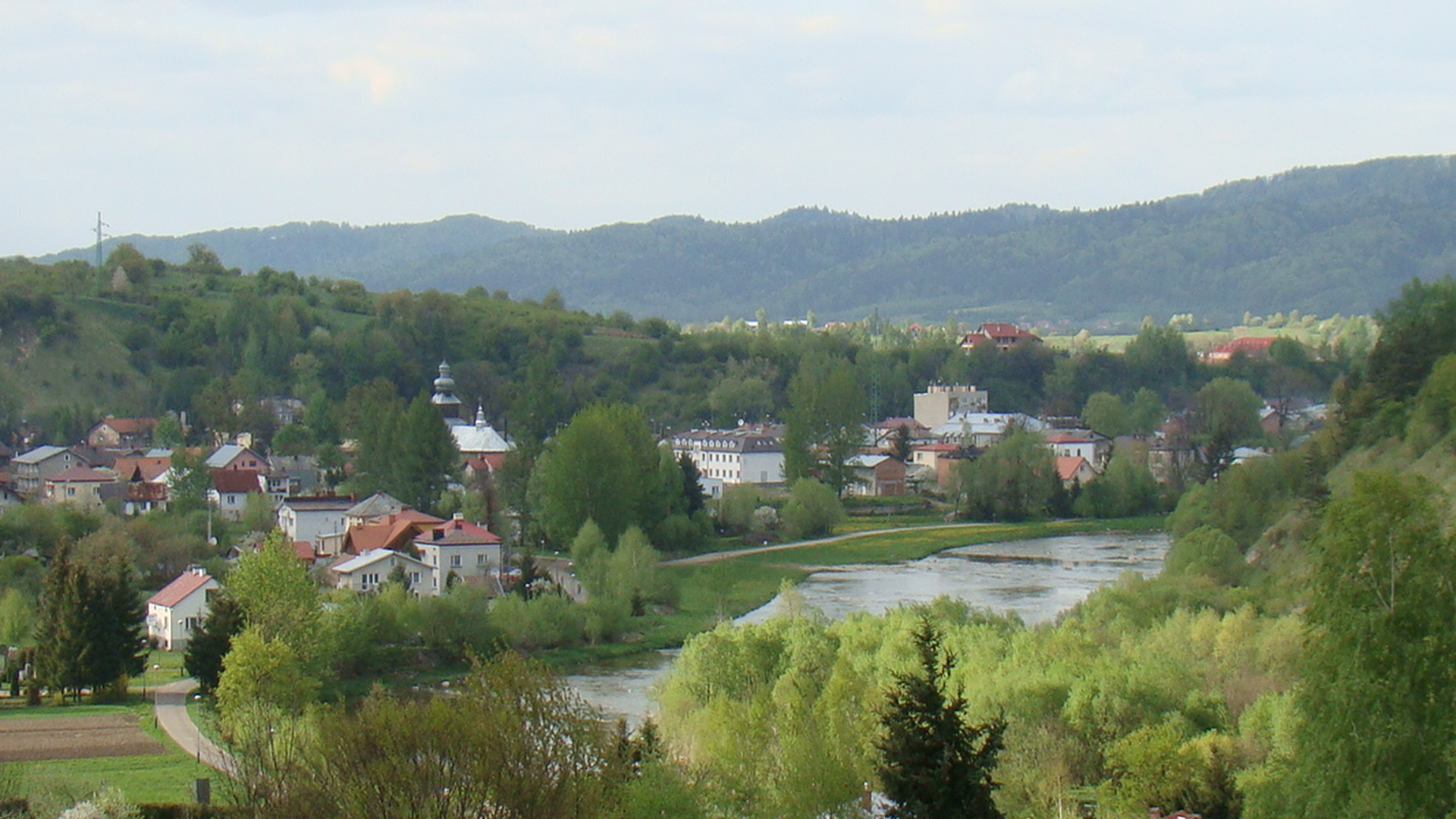
Panorama Zagórza nad Osławą

Cmentarze
- Cmentarze w Zagórzu
  - Stary Cmentarz w Zagórzu
  - Nowy Cmentarz w Zagórzu

## Transport
Stacje kolejowe
- Zagórz
- Nowy Zagórz

Linie kolejowe
- 107 Nowy Zagórz – Łupków

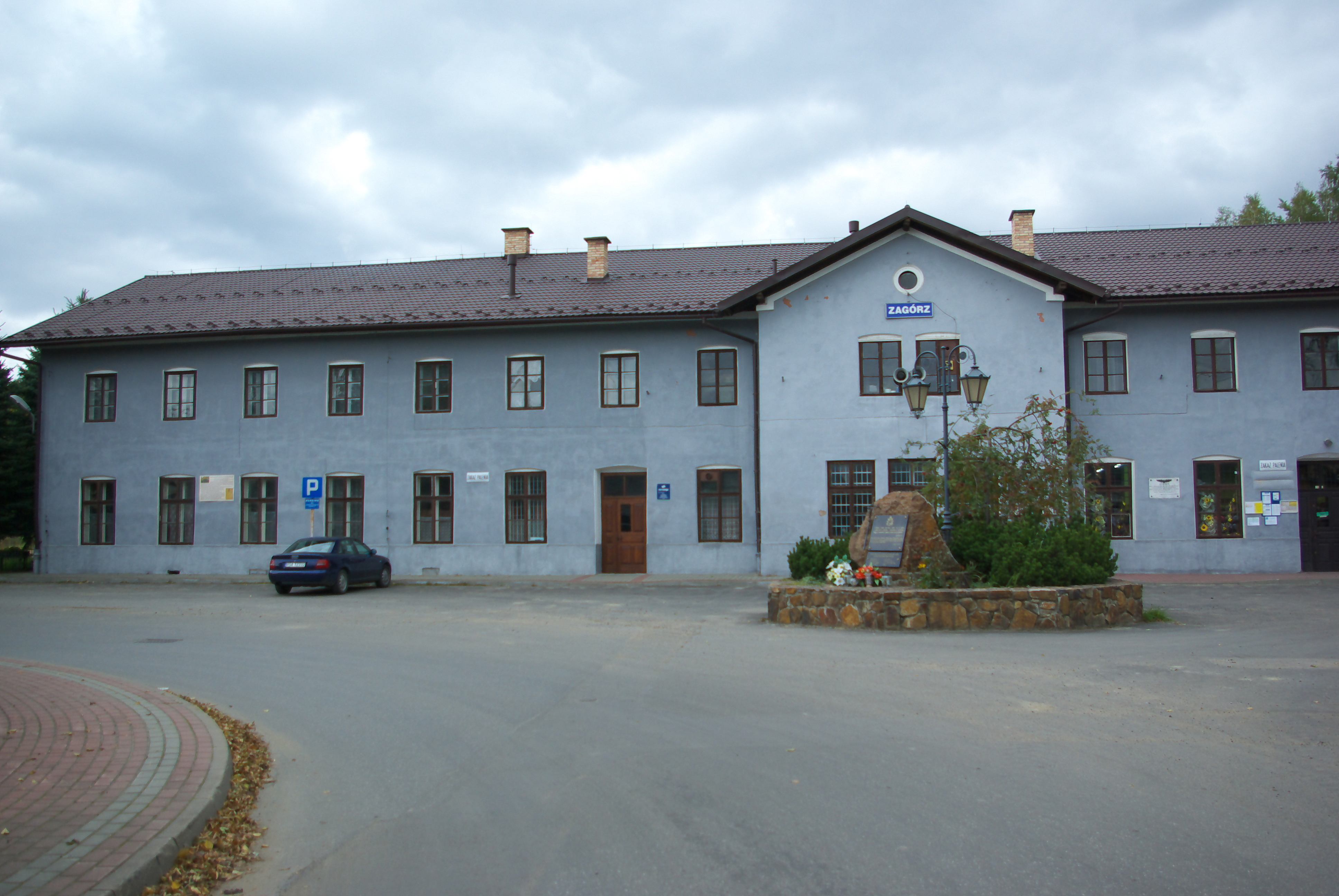
Stacja kolejowa Zagórz

- 108 Stróże – Zagórz – Krościenko (– Chyrów)

Drogi
- 84
- 892.

## Turystyka i zabytki

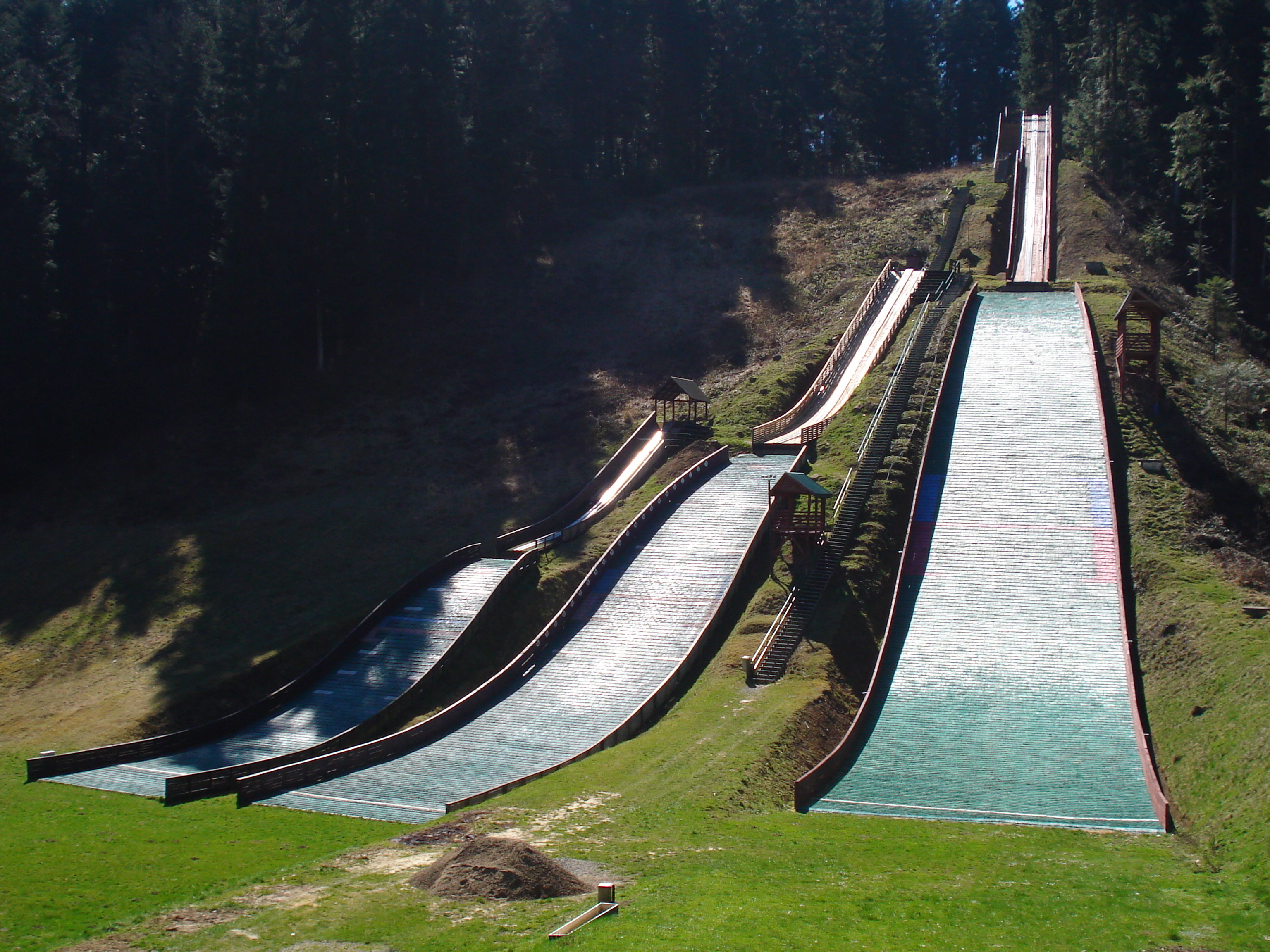
Kompleks skoczni narciarskich Zakucie

Jest to jedno z dogodniejszych (oprócz Sanoka, Leska i Ustrzyk Górnych) miejsc dla rozpoczęcia wyprawy w Bieszczady. Przy dworcu PKS zatrzymują się prywatne busy, które mogą w sezonie dowieźć w głąb Bieszczadów, przeważnie dużą obwodnicą bieszczadzką w kierunku Wetliny. Na wzgórzu Mariemont (15 min drogi od dworca) nad Osławą warto zobaczyć ruiny XVIII w. klasztoru-warowni OO. Karmelitów, jeden z ciekawszych zabytków południowo-wschodniej Polski. Innym godnym uwagi zagórskim obiektem zabytkowym jest kościół parafialny Wniebowzięcia Matki Bożej, zbudowany w połowie XVIII w. Warto również obejrzeć (obecnie prawosławną) cerkiew filialną św. Michała Archanioła z 1836 oraz młodszą od niej, cerkiew greckokatolicką w Wielopolu z 1865, odbudowaną w 1939 (południowa część Zagórza – kierunek Komańcza). Obecnie obok cerkwi prowadzi szlak zielony, z którego tuż za nią roztacza się piękny widok na ruiny klasztoru na tle Gór Słonnych. Inny godny uwagi punkt widokowy to wzgórze tzw. Skowronówka. Z jej szczytu doskonały widok na dolinę Osławy, klasztor i Góry Słonne.
Na Starym Cmentarzu w Zagórzu znajduje się kaplica grobowa z 1840 wzniesiona przez Truskolaskich, remontowana w 1933 przez barona Gubrynowicza. W kaplicy znajduje się krypta Bronisława Ludwika Gubrynowicza (zm. 1933), profesora Uniwersytetu Warszawskiego, członka Akademii Umiejętności w Krakowie. Ponadto w mieście interesujący jest kompleks skoczni narciarskich Zakucie.

## Edukacja

### Szkoły podstawowe
- Szkoła Podstawowa nr 1 im. św. Kazimierza królewicza
- Szkoła Podstawowa nr 2 im. Jana Pawła II

### Gimnazja
- Gimnazjum w Zagórzu im. Prymasa Tysiąclecia Kardynała Stefana Wyszyńskiego

## Osoby związane z miastem
- Z tym tematem związana jest kategoria: Ludzie związani z Zagórzem.

Honorowi obywatele
W 1999 tytuł Honorowego Obywatela Miasta i Gminy Zagórz otrzymał papież Jan Paweł II. Tytuły Honorowego Obywatela Miasta Zagórz otrzymali: w 2000 ks. kan. Eugeniusz Dryniak, w 2005 Andrzej Kołodziej.

## Współpraca międzynarodowa
- Nagov i Medzilaborce (2005)
- Inderøy
- Gródek[17][18]

Ponadto miasto współpracuje ze szwajcarską gminą Villars-sur-Glâne.

## Demografia
Według danych z 31 grudnia 2014 r. miasto miało 5073 mieszkańców.

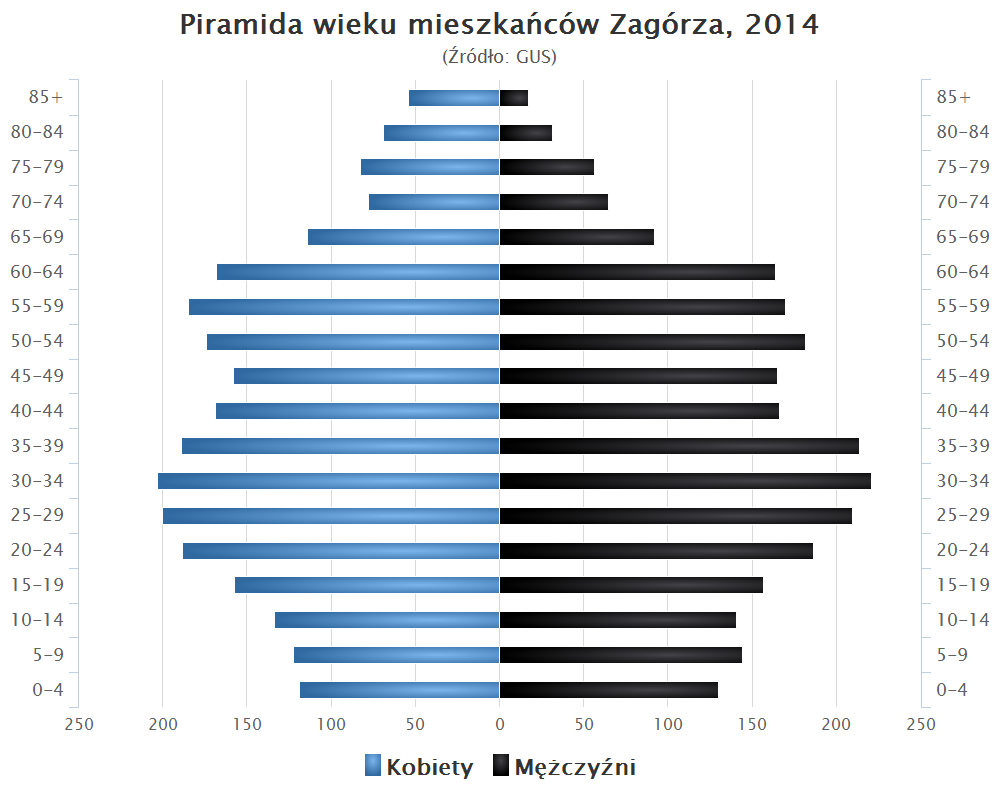
Piramida wieku mieszkańców Zagórza w 2014 roku